# DIC (Unternehmen)
DIC K.K. (jap. DIC株式会社, DIC Kabushiki kaisha) ist ein japanisches Chemieunternehmen.
DIC wurde 1908 als Kawamura Ink Seizōsho (川村インキ製造所, „Tintenfabrik Kawamura“) gegründet. 1937 erfolgte die Umfirmierung in Dainippon Ink Seizō K.K. (大日本インキ製造株式会社, engl. Dainippon Printing Ink Manufacturing, dt. „Großjapanische Tintenherstellung“), nach der Fusion 1962 mit Japan Reichhold in Dainippon Ink Kagaku Kōgyō K.K. (大日本インキ化学工業株式会社, engl. Dainippon Ink and Chemicals, dt. „Großjapanische Tinten- und Chemikalien-AG“) und schließlich 2008 in DIC K.K. 1999 wurde das Druckfarbengeschäft von Totalfina übernommen. 2009 haben Dai Nippon Printing und DIC die Joint-Venture DIC Graphics gegründet.
Heute stellt DIC Druckfarben, Pigmente, Flüssigkristalle, synthetische Harze und Polymere her. An organischen Chemikalien werden Alkylphenole, Fluorverbindungen, Metallnaphthenate und EP-Additive produziert. DIC hat einen Marktanteil von über 30 % bei grünen und blauen Pigmenten für Farbfilter und Polyphenylensulfiden.

## Sun Chemical Corporation
1986 übernahm DIC die Sun Chemical Corporation aus Parsippany.